# Pilosella spuria
Pilosella spuria là một loài thực vật có hoa trong họ Cúc. Loài này được (Chaix ex Froel.) Soják miêu tả khoa học đầu tiên năm 1982.